# Carles I d'Hongria
Carles I d'Hongria, o Carles Robert d'Anjou-Hongria (en hongarès Károly Róbert) (Nàpols, 1288 - Visegrád, 1342) va ser rei d'Hongria durant la primera meitat del segle xiv, el primer de la dinastia angevina a ocupar el tron hongarès. Va arribar al tron a l'imposar-se a la resta de pretendents que aparegueren amb l'extinció de la Dinastia Árpád, i un cop consolidat el seu poder va dur a terme nombroses reformes polítiques i econòmiques.

## Biografia

### Ascens al tron
Carles Robert era l'únic fill del príncep de Salern Carles Martell i la seva esposa Clemència. Carles Martell era fill del rei Carles II de Nàpols i de Maria, filla del rei Esteve V d'Hongria.
A la mort de Carles Martell el 1295, Carles Robert va heretar les pretensions del seu pare als trons napolità i hongarès. El seu avi, el rei Carles II de Nàpols el va descartar nomenant el seu segon fill Robert com a hereu el 1296, en un decret que seria confirmat pel papa Bonifaci VIII.
Veient que la corona napolitana se li escapava, Carles Robert es desplaçà a Hongria. Quan el darrer rei árpád Andreu III d'Hongria va morir sense descendència el 1301, Carles es va convertir-se en un dels candidats a ocupar el tron. Els partidaris de Carles el van portar a Esztegrom i el coronaren rei, tot i que no ho van poder fer amb la Santa Corona reial hongaresa, ja que aquesta es trobava en mans dels seus oponents, que la feren servir per coronar el fill del rei de Bohèmia Venceslau. El jove Venceslau tenia el suport de la majoria dels magnats del regne, i Carles s'hagué de retirar a Eslavònia on gaudia de més suport.
Carles va aconseguir reforçar-se, i va obtenir el suport del seu oncle matern el rei Albert I d'Alemanya, que li proporcionà ajuda militar, i del papa Bonifaci VIII que confirmà els seus drets dinàstics. El 1305, Vencelsau va heretar el regne de Bohèmia a la mort del seu pare, i va renunciar als seus drets a Hongria a favor del duc de Baviera Otó III. Otó va arribar a Hongria i es coronà amb la Santa Corona, prenent el nom de Béla V, però no aconseguí enfortir la seva posició. Durant el 1306 Carles va ocupar diverses places fortes, i l'any següent va entrar a la capital Buda.
A al final de l'any 1307, Otó va considerar que la situació estava perduda i abandonà Hongria.

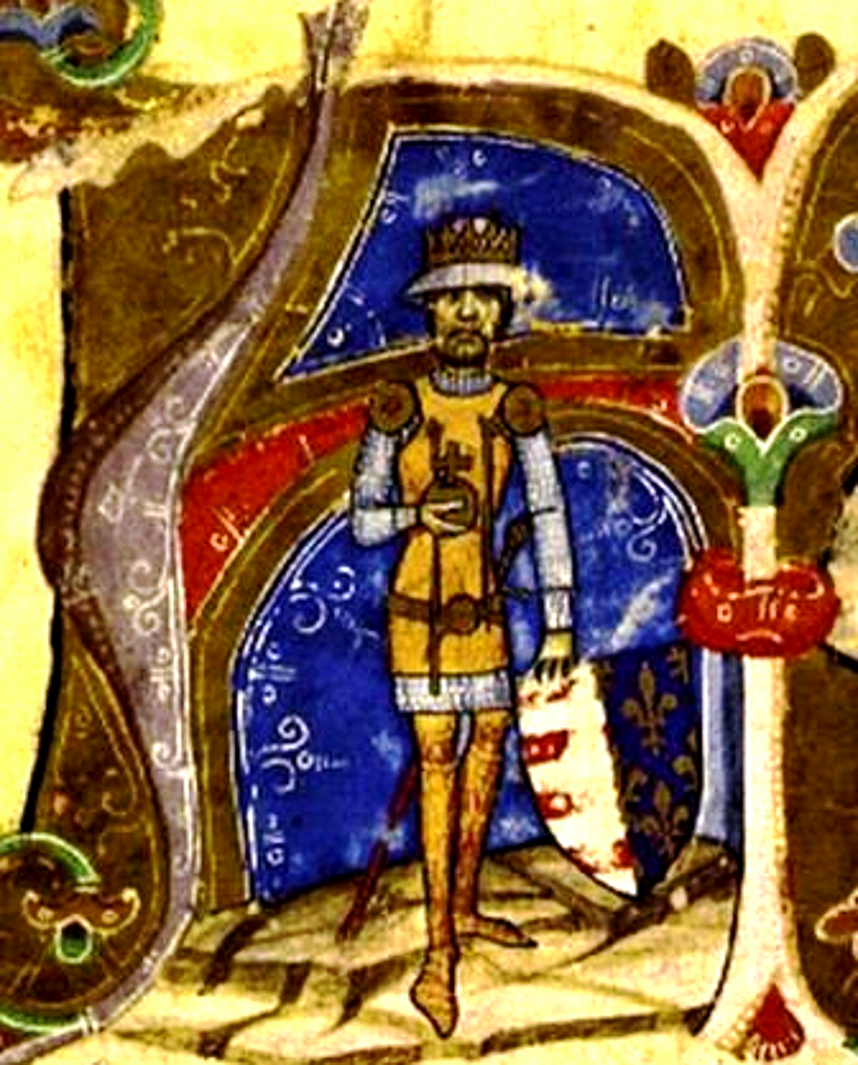
Miniatura del Carles Robert del Chronicon Pictum. Les seves armes parteixen les barres árpád amb el flordelisat angeví.

### Regnat
Els primers anys de govern, Carles va haver de dedicar-se a restablir el poder reial, que havia quedat molt deteriorat després de tants anys d'interregne i guerra civil. Moltes de les províncies eren governades de forma independent per nobles rebels, alguns dels quals també descendien dels árpáds i podien rivalitzar amb els seus drets dinàstics. Carles no va aconseguir el seu objectiu de fins que el 1321 amb la mort de Máté Csák, l'aristòcrata més poderós del regne.

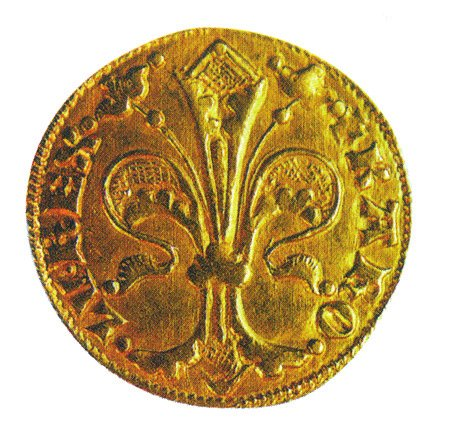
Florí de Carles I

Carles va dur a terme moltes reformes polítiques i econòmiques. A principis de 1323 va introduir un nou impost (lucrum camaræ) per mantenir el nivell d'ingressos a les arques reials. Aconseguí evitar la inflació introduint en circulació monedes cada cop amb una puresa una mica superior, de manera que el valor de la divisa es mantenia estable. El 1325 va fundar una seca a Kremnica, que va ser la primera on s'encunyaren florins hongaresos.
També va establir un sistema de concessió de càrrecs públics ("honors") en el que els servents fidels del rei eren premiats amb la custòdia de béns reials (com terres o castells), però no de forma permanent. Els "honors" més importants anaven canviant de forma rotatòria entre l'aristocràcia.
En política exterior, el seu èxit més gran va ser l'acord de defensa mútua amb Polònia i Bohèmia contra els Habsburg, establert a la convenció de Trenčín el 1335.
Els intents de Carles que el seu fill gran Lluís I unís els regnes hongarès i napolità van fracassar davant l'oposició del Papat i la República Veneciana, que temien que Hongria es convertís en la potència dominant de l'Adriàtic.
Carles Robert va morir el 16 de juliol de 1342, als 54 anys, i fou enterrat al costat de l'altar de Székesfehérvár on eren sepultats els antics reis árpáds.

## Família

### Avantpassats

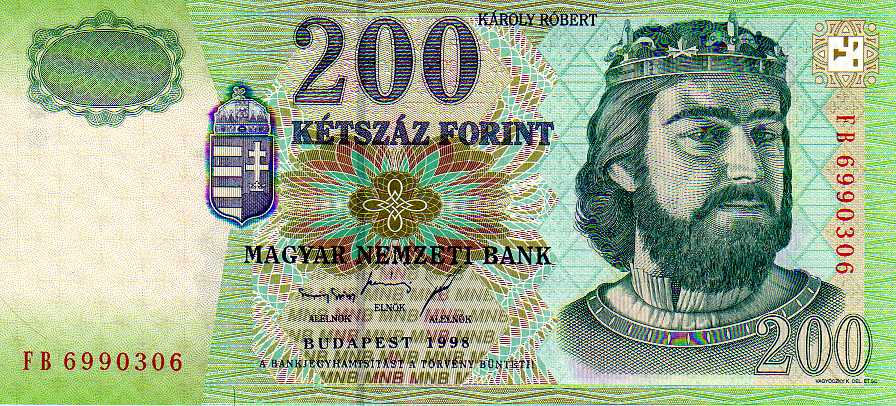
Efígie de Carles Robert als bitllets de 200 florins hongaresos, la moneda que ell va introduir.

|  |                                         |  |  |  |  |  |  |  |  |  |  |  |  |  |  |  |
|  | 16. Lluís VIII de França                |  |  |  |  |  |  |  |  |  |  |  |  |  |  |  |
|  |                                         |  |  |  |  |  |  |  |  |  |  |  |  |  |  |  |
|  |                                         |  |  |  |  |  |  |  |  |  |  |  |  |  |  |  |
|  | 8. Carles I de Nàpols                   |  |  |  |  |  |  |  |  |  |  |  |  |  |  |  |
|  |                                         |  |  |  |  |  |  |  |  |  |  |  |  |  |  |  |
|  |                                         |  |  |  |  |  |  |  |  |  |  |  |  |  |  |  |
|  | 17. Blanca de Castella                  |  |  |  |  |  |  |  |  |  |  |  |  |  |  |  |
|  |                                         |  |  |  |  |  |  |  |  |  |  |  |  |  |  |  |
|  |                                         |  |  |  |  |  |  |  |  |  |  |  |  |  |  |  |
|  | 4. Carles II de Nàpols                  |  |  |  |  |  |  |  |  |  |  |  |  |  |  |  |
|  |                                         |  |  |  |  |  |  |  |  |  |  |  |  |  |  |  |
|  |                                         |  |  |  |  |  |  |  |  |  |  |  |  |  |  |  |
|  | 18. Comte Ramon Berenguer V de Provença |  |  |  |  |  |  |  |  |  |  |  |  |  |  |  |
|  |                                         |  |  |  |  |  |  |  |  |  |  |  |  |  |  |  |
|  |                                         |  |  |  |  |  |  |  |  |  |  |  |  |  |  |  |
|  | 9. Comtessa Beatriu I de Provença       |  |  |  |  |  |  |  |  |  |  |  |  |  |  |  |
|  |                                         |  |  |  |  |  |  |  |  |  |  |  |  |  |  |  |
|  |                                         |  |  |  |  |  |  |  |  |  |  |  |  |  |  |  |
|  | 19. Beatriu de Savoia                   |  |  |  |  |  |  |  |  |  |  |  |  |  |  |  |
|  |                                         |  |  |  |  |  |  |  |  |  |  |  |  |  |  |  |
|  |                                         |  |  |  |  |  |  |  |  |  |  |  |  |  |  |  |
|  | 2. Carles Martell d'Anjou               |  |  |  |  |  |  |  |  |  |  |  |  |  |  |  |
|  |                                         |  |  |  |  |  |  |  |  |  |  |  |  |  |  |  |
|  |                                         |  |  |  |  |  |  |  |  |  |  |  |  |  |  |  |
|  | 20. Béla IV d'Hongria                   |  |  |  |  |  |  |  |  |  |  |  |  |  |  |  |
|  |                                         |  |  |  |  |  |  |  |  |  |  |  |  |  |  |  |
|  |                                         |  |  |  |  |  |  |  |  |  |  |  |  |  |  |  |
|  | 10. Esteve V d'Hongria                  |  |  |  |  |  |  |  |  |  |  |  |  |  |  |  |
|  |                                         |  |  |  |  |  |  |  |  |  |  |  |  |  |  |  |
|  |                                         |  |  |  |  |  |  |  |  |  |  |  |  |  |  |  |
|  | 21. Maria Laskarina                     |  |  |  |  |  |  |  |  |  |  |  |  |  |  |  |
|  |                                         |  |  |  |  |  |  |  |  |  |  |  |  |  |  |  |
|  |                                         |  |  |  |  |  |  |  |  |  |  |  |  |  |  |  |
|  | 5. Maria d'Hongria                      |  |  |  |  |  |  |  |  |  |  |  |  |  |  |  |
|  |                                         |  |  |  |  |  |  |  |  |  |  |  |  |  |  |  |
|  |                                         |  |  |  |  |  |  |  |  |  |  |  |  |  |  |  |
|  | 11. Elisabet la cumana                  |  |  |  |  |  |  |  |  |  |  |  |  |  |  |  |
|  |                                         |  |  |  |  |  |  |  |  |  |  |  |  |  |  |  |
|  |                                         |  |  |  |  |  |  |  |  |  |  |  |  |  |  |  |
|  | 1. Carles I d'Hongria                   |  |  |  |  |  |  |  |  |  |  |  |  |  |  |  |
|  |                                         |  |  |  |  |  |  |  |  |  |  |  |  |  |  |  |
|  |                                         |  |  |  |  |  |  |  |  |  |  |  |  |  |  |  |
|  | 12. Albert IV de Habsburg               |  |  |  |  |  |  |  |  |  |  |  |  |  |  |  |
|  |                                         |  |  |  |  |  |  |  |  |  |  |  |  |  |  |  |
|  |                                         |  |  |  |  |  |  |  |  |  |  |  |  |  |  |  |
|  | 6. Rodolf I d'Alemanya                  |  |  |  |  |  |  |  |  |  |  |  |  |  |  |  |
|  |                                         |  |  |  |  |  |  |  |  |  |  |  |  |  |  |  |
|  |                                         |  |  |  |  |  |  |  |  |  |  |  |  |  |  |  |
|  | 3. Clemència de Habsburg                |  |  |  |  |  |  |  |  |  |  |  |  |  |  |  |
|  |                                         |  |  |  |  |  |  |  |  |  |  |  |  |  |  |  |
|  |                                         |  |  |  |  |  |  |  |  |  |  |  |  |  |  |  |
|  | 7. Gertrudis de Hohenburg               |  |  |  |  |  |  |  |  |  |  |  |  |  |  |  |
|  |                                         |  |  |  |  |  |  |  |  |  |  |  |  |  |  |  |
|  |                                         |  |  |  |  |  |  |  |  |  |  |  |  |  |  |  |

### Núpcies i descendents
La primera esposa de Carles va ser Maria de Bytom, filla del duc de Bytom Casimir. Sembla que tingueren dues filles:
- Caterina d'Hongria (?-1355), futura esposa del duc Enric II de Świdnica.
- Elisabet d'Hongria (?-1367), futura esposa del duc Boleslau d'Opole.

Hom opina que Caterina i Elisabet eren filles de Carles i la seva tercera esposa Elisabet.
En segones núpcies Carles es casà amb Beatriu de Luxemburg, filla de l'emperador del Sacre Imperi Enric VII. El novembre de 1319 Beatriu va morir donant a llum a un infant que tampoc sobrevisqué.
En terceres núpcies es casà amb Elisabet de Polònia, filla de Ladislau I de Polònia. Van ser pares de:
- Carles (1321-1321)
- Ladislau (1324-1329)

- Lluís I (1326-1382), futur rei Lluís I d'Hongria.
- Andreu (1327–1345), futur duc de Calàbria.
- Esteve (1332–1354), futur duc d'Eslavònia.